# Verlag Peter Guhl
Der Verlag Peter Guhl in Rohrbach wurde 1993 von Peter Guhl im Gedenken an den Dichter und Ethnologen Franz Baermann Steiner gegründet. Das Programm besteht aus Büchern über, von und für Minoritäten.

## Geschichte
1992 beklagten sich Michael Hamburger (Suffolk) und Jeremy Adler (London) in der Literaturzeitschrift Akzente über das mangelnde Interesse deutscher Verlage an den Werken Franz Baermann Steiners. Deshalb wurde der Verlag Peter Guhl gegründet, um den Gedichtband In Babylons Nischen in Deutschland zu veröffentlichen. Jedoch wurde die Lizenz zur Veröffentlichung vom Rechteinhaber Jeremy Adler bis heute nicht erteilt, 2000 erhielt aber der Wallstein Verlag eine Lizenz und brachte die Gesammelten Gedichte heraus. Das Ziel des Verlages ist damit nur indirekt erreicht worden, aber es werden andere Autoren veröffentlicht.
Die Themenschwerpunkte des Verlages sind Poesie, Philosophie und Religion. Unter anderen publizierte der Verlag bisher Werke der Autoren Victor Dahms, Arthur Drews, Robert Kehl, Eckhart Pilick und Arno Reinfrank.